# Куусик, Хейно Аугустович
Хейно Аугустович Куусик (18 октября 1931, Сакналохо — 9 февраля 2007, Выру) — советский хозяйственный, государственный и политический деятель.

## Биография
Родился в 1931 году в деревне Сакналохо.
Учился в Моостской начальной школе. В 1957 году окончил Вяймельский зоотехнический техникум, а в 1970 году — Эстонскую сельскохозяйственную академию по специальности зоотехник.
Работал в сельскохозяйственном отделе Выруского райкома КП Эстонии, на Выруской машинно-тракторной станции, в колхозе «Лембиту» и совхозе «Рыуге» . С 1961 года работал в Вяймела.
В 1964—1992 годах — директор опроно-показательного совхоза «Вяймела». Член КПСС.
В 1993—2002 годах был председателем Выруского городского совета.
Избирался депутатом Верховного Совета СССР 10-го созыва. Делегат XXV съезда КПСС.
Умер в Выру в 2007 году.
В октябре 2016 года перед выруской ратушей в его честь была открыта мемориальная скамейка.